# Joachim Korn

Joachim Korn

Joachim Korn (* 4. Juli 1919 in Reichenbach an der Fils; † 8. September 1994 in Denkendorf bei Esslingen), Sohn des Arztes Dr. med. Rudolf Korn (1884–1945) war ein deutscher Nachrichtentechniker und Rundfunk- und Fernseh-Pionier.

## Leben
Joachim Korn schloss 1940 mit dem Abitur am Wittelsbacher-Gymnasium in München ab und absolvierte von 1941 bis 1943 eine Ausbildung zum Flieger-Ingenieur (Luftwaffe/Bordfunk). Zwischen 1942 und 1946 folgte ein Studium der Nachrichtentechnik an der TH Stuttgart.
Von 1946 bis 1953 war er Inhaber und Mitinhaber diverser Unternehmen für Elektroakustik, Rundfunkgeräte und Funktechnik. Ab Dezember 1954 war Korn als Diplom-Ingenieur bei Philips in Hamburg (Hauptniederlassung, neu gegründeter Unternehmensbereich Fernsehen). Dort war er maßgeblich beteiligt an der Einführung und Verbreitung des Fernsehens in Deutschland sowie an der Einführung und Verbreitung des Farbfernsehens (ab 1967, PAL-System, nach Prof. Walter Bruch). Joachim Korn hielt bundesweit über 350 Fachvorträge vor Fachhändlern und Fachjournalisten und machte sich damit in Fachkreisen einen Namen, auch grenzübergreifend.
1964 war er Gründungs-Mitglied des Deutschen Rundfunk-Museums in Berlin, unter dem Funkturm, Dag Hammarskjöld-Platz 1, und viele Jahre dessen ehrenamtlicher 1. Vorstands-Vorsitzender, neben seiner Tätigkeit in der Fernsehgeräte-Abteilung bei Philips in Hamburg.
Zudem war er verantwortlich zuständig für Publikationen betreffend Fernsehgeräte, z. B. Bedienungsanleitungen in verständlicher Form, Technische Datenblätter, Service Manuals usw.
Joachim Korn hatte die sogenannte „Große Funk-Lizenz“ mit dem Rufzeichen „DL 3 XY“ (Delta Lima 3 X-Ray Yankee) und war Ehrenmitglied des DARC (Deutscher Amateur-Radio-Club, Baunatal). Außerdem war er Initiator und Leiter der Amateurfunk-Gruppe des Philips-Konzerns in Hamburg, welche über eine eigene Funkstation verfügte, mit dem Rufzeichen DK0PH.
Seit 1942 war Joachim Korn verheiratet mit Maria (geb. Harsch,*1920,verst. 2006).
Aus dieser Ehe gingen drei Kinder hervor:
Ulrich (* 1943,verst.2018), Margrit (* 1945) und Eberhard (* 1953).

## Auszeichnungen
- Bundesverdienstkreuz am Bande (1989)
- Goldene Ehrennadel Verein Deutscher Ingenieure (VDI)
- Goldene Ehrennadel Deutscher Amateur-Radio-Club (DARC)
- Goldene Plakette der Bundesverkehrswacht für 50 Jahre unfallfrei als vorbildlicher Kraftfahrer

## Ehrenämter
- Gründungsmitglied (1964) „Deutsches Rundfunk-Museum“, Berlin (am Funkturm); von 1971 bis 1985 dessen Vorstandsvorsitzender
- Seit 1969 Beauftragter aller deutschen Philips-Unternehmungen für das Deutsche Museum, München